# Диференцијална криптоанализа
Диференцијална криптоанализа је криптографска техника која је примењена највише на блоковске алгоритме. Ова врста анализе анализира разлике односа између парова отвореног текста и шифрата. Те разлике могу послужити за одређивање вероватноће могућих тајних кључева и проналажења највероватнијег тајног кључа. Према томе, напад је по природи статистички и могућ је неуспех, али ретко.
Неке разлике између отворених текстова нападачу више одговарају од осталих па је због тога диференцијална анализа сврстана у категорију напада са одабраним отвореним текстом (енгл. chosen plaintext attack) али се уз довољне количине текстова може сврстати и у категорију напада са познатим отвореним текстом (енгл. known-plaintext attack).
Диференцијална анализа је примењива на многе блоковске алгориме, али је у прошлости било најзанимљивије анализирати DES стандард за блоковско шифровање. Због тога се готово увек при опису диференцијалне криптоанализе приказује њена ефикасност на DES алгоритам.